# Alan Silvestri
Alan Silvestri (Nova York, 26 de març de 1950) és un conegut compositor musical de bandes sonores estatunidenc. Silvestri és conegut per les seves nombroses col·laboracions amb Robert Zemeckis, especialment en Forrest Gump (1994), la trilogia de Retorn al futur (1985, 1989 i 1990), Depredador (1987), Depredador 2 (1990), Contact (1997) o Polar Express (2004). Ha rebut dues nominacions als Oscar i dos als Grammy.

## Biografia

### Primers anys
Novaiorquès de naixement, Silvestri es va criar en Teaneck (Nova Jersey). Encara que la seva família no tenia tradició musical, Alan va mostrar un viu interès per la música i va formar part de l'orquestra del seu institut tocant diferents instruments de vent i després la guitarra. El 1965, va acudir a classes de jazz al Berklee College of Music a Boston. Però tan sols va romandre-hi dos anys fins a traslladar-se a Las Vegas i començar una gira com a guitarrista i arranjador amb la coneguda banda de rhythm & blues Cochran and the CC Riders. Poc després coneixeria Bradford Craig, lletrista d'alguns projectes de Quincy Jones, perquè treballessin braç a braç per a l'orquestració d'una pel·lícula anomenada The Doberman Gang (1972). Aquesta seria el primer treball de Silvestri en el món del cinema, sense cap mena de coneixement de composició. Poc després, arribarien els seus següents treballs en pel·lícules de baix pressupost com Las Vegas Lady (1975) o The Amazing Dobermans (1976).
El 1977, se li obriria el món de la composició per a la televisió. Gràcies a l'actor Paul Michael Glaser, compondria la música per a un capítol de la sèrie Starsky & Hutch i poc després, la Metro Goldwyn Meyer li encarregaria la música central de "Chips", un treball que duraria des del 1978 fins al 1983. Amb Mark Snow, Alan va estar a punt de tornar a treballar per a una altra sèrie policíaca, "T. J. Hooker", però finalment els productors no van quedar satisfets amb el seu treball.

## Els grans treballs
1983 s'assabenta per mitjà del seu amic Tom Carlin que un jove director anomenat Robert Zemeckis estava buscant un compositor que pogués ambientar la seva pel·lícula Darrere el cor verd. El compositor va cridar a Zemeckis i li va demanar 24 hores per oferir-li una peça. L'endemà, el director va estar encantat amb la proposta de Silvestri, cosa que seria l'inici d'una gran col·laboració durant més de 20 anys amb projectes com la trilogia de Retorn al futur, Forrest Gump, Nàufrag, Qui ha enredat en Roger Rabbit?, Contact o El que la veritat amaga, totes grans èxits de taquilla. Però és evident que després de Darrere el Cor Verd, a Silvestri li van ploure les ofertes. Entre aquestes destaquen Depredador de John McTiernan, Depredador 2 de Stephen Hopkins o El guardaespatlles. En totes es demostra la gran versatilitat musical de Silvestri.

## Premis
El 1994, Forrest Gump li va valer sengles nominacions als Globus d'Or i als Oscar. El 1995 Silvestri va rebre el Premi Richard Kirk; el 2002 li van concedir el Premi Henry Mancini pels seus treballs, i més recentment, el 23 de setembre de 2011 va ser guardonat amb el Max Steiner Film Music Achievement Award, lliurat per la ciutat de Viena, amb motiu del concert de música fílmica anual que s'hi realitza, i que es coneix amb el nom de Hollywood in Vienna.

## Filmografia
- The Doberman Gag (1972), de Byron Chudnow.
- The Amazing Dobermans (1976), de Byron Chudnow.
- Darrere el cor verd (1984) (Romancing the Stone), de Robert Zemeckis.
- Cat's Eye (1985), de Lewis Teague.
- Retorn al futur (1985) (Back to the Future), de Robert Zemeckis.
- Fandango (1985) de Kevin Reynolds.
- Summer Rental (1985), de Carl Reiner.
- Força Delta (1986) (The Delta Force), de Menahem Golan.
- Flight of the Navigator (1986), de Randal Kleiser.
- American Anthem (1986), d'Albert Magnoli.
- Atrapats sense sortida (1986) (No Mercy), de Richard Pearce.
- Predator (1987), de John McTiernan.
- Outrageous Fortune (1987), d'Arthur Hiller.
- Home a l'aigua (1987) (Overboard), de Garry Marshall.
- Estat: crític (1987) (Critical Condition), de Michael Apted.
- El meu amic Mac (1988) (Mac and Me), de Stewart Raffill.
- Qui ha enredat en Roger Rabbit? (1988) (Who Framed Roger Rabbit), de Robert Zemeckis.
- The Clan of the Cave Bear (1986), de Michael Chapman.
- Retorn al futur 2 (1989), de Robert Zemeckis.
- She's Out of Control (1989), de Stan Dragoti.
- The Abyss (1989), de James Cameron.
- Retorn al futur 3 (1990), de Robert Zemeckis.
- Els quasicops (1990) (Downtown), de Richard Benjamin.
- Young Guns II (1990), de Geoff Murphy.
- Dutch (1991), de Peter Faiman.
- La nit dels vidres trencats (1991) (Shattered), de Wolfgang Petersen.
- Predator 2 (1991), de Stephen Hopkins.
- Ricochet (1991) (Ricochet), de Russell Mulcahy.
- Escàndol al plató (1991) (Soapdish), de Michael Hoffman.
- El pare de la núvia (1991) (Father of the Bride), de Charles Shyer.
- Stop! Or My Mom Will Shoot (1992), de Roger Spottiswoode.
- FernGully: The Last Rainforest (1992), de Bill Kroyer.
- Diner (1992).
- El guardaespatlles (1992) (The Bodyguard), de Mick Jackson.
- Death Becomes Her (1992), de Robert Zemeckis.
- Cop and a Half (1993), De Henry Winkler.
- Super Mario Bros (1993), de Roland Joffé.
- Judgment Night (1993), de Stephen Hopkins.
- Dos vells rondinaires (1994) (Grumpy Old Men), de Donald Petrie.
- Forrest Gump (1994), de Robert Zemeckis.
- Nen ric (1994) (Richie Rich), de Donald Petrie.
- Volar pels aires (Blown Away) (1994), de Stephen Hopkins.
- Amnèsia perillosa (1994) (Clean Slate), de Mick Jackson.
- Discòrdies a la carta (1995) (Grumpier Old Men), de Howard Deutch.
- Jutge Dredd (1995) (Judge Dredd), de Danny Cannon.
- Ràpida i mortal (1995) (The Quick and the Dead), de Sam Raimi.
- Torna el pare de la núvia (1995) (Father of the Bride Part II), de Charles Shyer.
- Quan vaig sortir de Cuba (1996) (The Perez Family), de Mira Nair.
- Memòria letal (1996) (The Long1 Kiss Goodnight), de Renny Harlin.
- Eraser: Eliminador (1996) (Eraser), de Chuck Russell.
- Sergent Bilko (1996) (Sgt. Bilko), de Jonathan Lynn.
- Contact (1997), de Robert Zemeckis.
- Volcano (1997), de Mick Jackson.
- Només els ximples s'enamoren (1997) (Fools Rush In), d'Andy Tennant.
- MouseHunt (1997), de Gore Verbinski.
- The Odd Couple II (1998), de Howard Deutch.
- The Parent Trap (1998), de Nancy Meyers.
- Pràcticament màgia (1998) (Practical Magic), de Griffin Dunne.
- Holy Man (1998), de Stephen Herek.
- Siegfried & Roy: The Magic Box (1999)
- Stuart Little (1999), de Rob Minkoff.
- Operació Ren (Reindeer Games) (2000), de John Frankenheimer.
- What Women Want (2000), de Nancy Meyers.
- What Lies Beneath (2000), de Robert Zemeckis.
- Nàufrag (2000) (Cast Away), de Robert Zemeckis.
- Showtime (2001), de Tom Dey.
- Serendipity (2001), de Peter Chelsom.
- The Mummy Returns (2001), de Stephen Sommers.
- The Mexican (2001), de Gore Verbinski,
- Lilo & Stitch (2002), de Dean Deblois.
- Stuart Little 2 (2002), de Rob Minkoff.
- Va passar a Manhattan (Maid in Manhattan) (2002), de Wayne Wang.
- Lara Croft Tomb Raider: The Cradle of Life (2003), de Jan de Bont.
- Identitat (Identity) (2003), de James Mangold.
- Two Soldiers (2003)
- Van Helsing (2004), de Stephen Sommers.
- Polar express (The Polar Express) (2004), de Robert Zemeckis.
- The Wild (2006), de Steve 'Spaz' Williams.
- Night at the Museum (2006), de Shawn Levy.
- Beowulf (2007)
- G.I. Joe: The Rise of Cobra (2009)
- A Christmas Carol (2009)
- Night at the Museum: Battle of the Smithsonian (2009)
- The A-Team (2010)
- Captain America: The First Avenger (2011)
- The Avengers (2012)
- Els Croods (2013)
- Night at the Museum: Secret of the Tomb (2014)
- Pinotxo (Pinocchio) (2022)